# Caspar van Hilten
Caspar van Hilten (? - ca. 1623) was hoofdredacteur en uitgever van de eerste Hollandse krant, de Courante uyt Italien, Duytslandt, &c., die vanaf 1618 in Amsterdam werd gedrukt..

## Leven en carrière
Van Hilten kwam waarschijnlijk uit Hamburg, waar hij een zoon kreeg. Zijn zoon, Jan van Hilten, zou later de taken als drukker overnemen. Van Hilten verhuisde van Duitsland naar de Republiek, waar hij  courantier werd in het leger van Maurits van Nassau. Dit hield in dat hij het nieuws schreef voor het leger.
Na zijn legercarrière verhuisde Van Hilten naar Amsterdam, waar hij zich in de latere jaren 1610 vestigde in "de gecroonden Hoedt". Dit was een beurs tegenover de Dam. Vanuit daar gaf hij de Courante uit, die hij vanaf 1620 ook vertaalde naar het Frans. Deze krant heette Courant d'Italie et d'Almaigne en had dezelfde opmaak als het origineel. Dit was de eerste Franstalige krant die gedrukt werd in Europa: de Parijse krant Gazette verscheen pas in 1631.

## Voetnoten
1. 1 2  DBNL. P.C. Hooft, De briefwisseling van Pieter Corneliszoon Hooft, zie noot 5
2. 1 2  Weduwen, Arthur der (2017). Dutch and Flemish newspapers of the seventeenth century, 1618-1700. Brill, Leiden ; Boston, p. 181-186. ISBN 978-90-04-31731-4.